# Heisdorf
Heisdorf (lucembursky: Heeschdrëf) je město v obci Steinsel v kantonu Lucemburk ve středním Lucembursku. V roce 2021 mělo město 1 869 obyvatel.
Ve městě se nachází zámek Heisdorf, který byl postaven ve francouzském renesančním stylu v roce 1888.

## Geografie
Heisdorf se nachází v údolí Alzette, šest kilometrů severně od hlavního města Lucemburku. Leží 253 m n. m. Nejvyšší bod v této oblasti má 419 metrů a je jeden kilometr východně od Heisdorfu.
Nejteplejším měsícem je červen (průměrná teplota 18 °C) a nejchladnějším leden (průměrná teplota −4 °C). Průměrně za rok spadne 1034 milimetrů srážek.

## Doprava
Město má železniční zastávku, kde zastavují vlaky každou půlhodinu až hodinu. Také má tři autobusové zastávky. Cesta vlakem do Lucemburku trvá asi 10 minut, cesta autobusem trvá 20–30 minut.